# Silvio
Silvio  è un nome proprio di persona italiano maschile.

## Varianti
- Maschili: Silvo[1][3], Selvo[3]
  - Alterati: Silvietto[3], Silvino[1][4], Selvino[3]
- Femminili: Silvia[1][3][4]

## Varianti in altre lingue
- Albanese: Silvin
- Croato: Silvijo[2], Silvio[2]
- Latino: Silvius[2][3][4]
- Polacco: Sylwiusz
- Portoghese: Sílvio[2], Sylvio
- Rumeno: Silviu[2]
- Spagnolo: Silvio[2]
- Ungherese: Szilviusz

## Origine e diffusione
Deriva dal nome latino Silvius, basato sul termine silva ("selva", "bosco"), a cui risale un'ampia gamma di nomi inclusi Silvano, Silverio, Silvestro e Selvaggia; il suo significato può essere interpretato come "che vive nel bosco", "che proviene dai boschi". 
In Italia gode di ottima diffusione in tutto il territorio nazionale; la forma Silvo è toscana, le forme inizianti in Selv- sono proprie dell'Emilia-Romagna e Pesarese. Il suo utilizzo è dovuto principalmente al culto dei vari santi così chiamati, e solo in misura minore come ripresa di figure letterarie o classiche (come Silvio, il primo figlio di Enea e di Lavinia citato nell'Eneide).

## Onomastico
L'onomastico può essere festeggiato in ricordo di più santi, alle date seguenti:
- 1º marzo, san Silvio, martire a Roma con altri compagni, venerato ad Anversa[5][6]
- 21 aprile, san Silvio, martire ad Alessandria d'Egitto[6]
- 23 aprile (o 25 ottobre), san Silvio, martire in Africa[6]
- 31 maggio, san Silvio, vescovo di Tolosa[5]
- 4 giugno, san Silvio, martire a Noviodunum[6]
- 15 giugno, san Silvio, martire in Lucania[6]
- 28 ottobre (o 14 maggio), san Silvio, eremita in Normandia[5]

## Persone

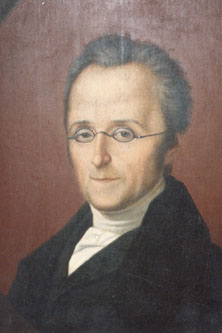
Silvio Pellico

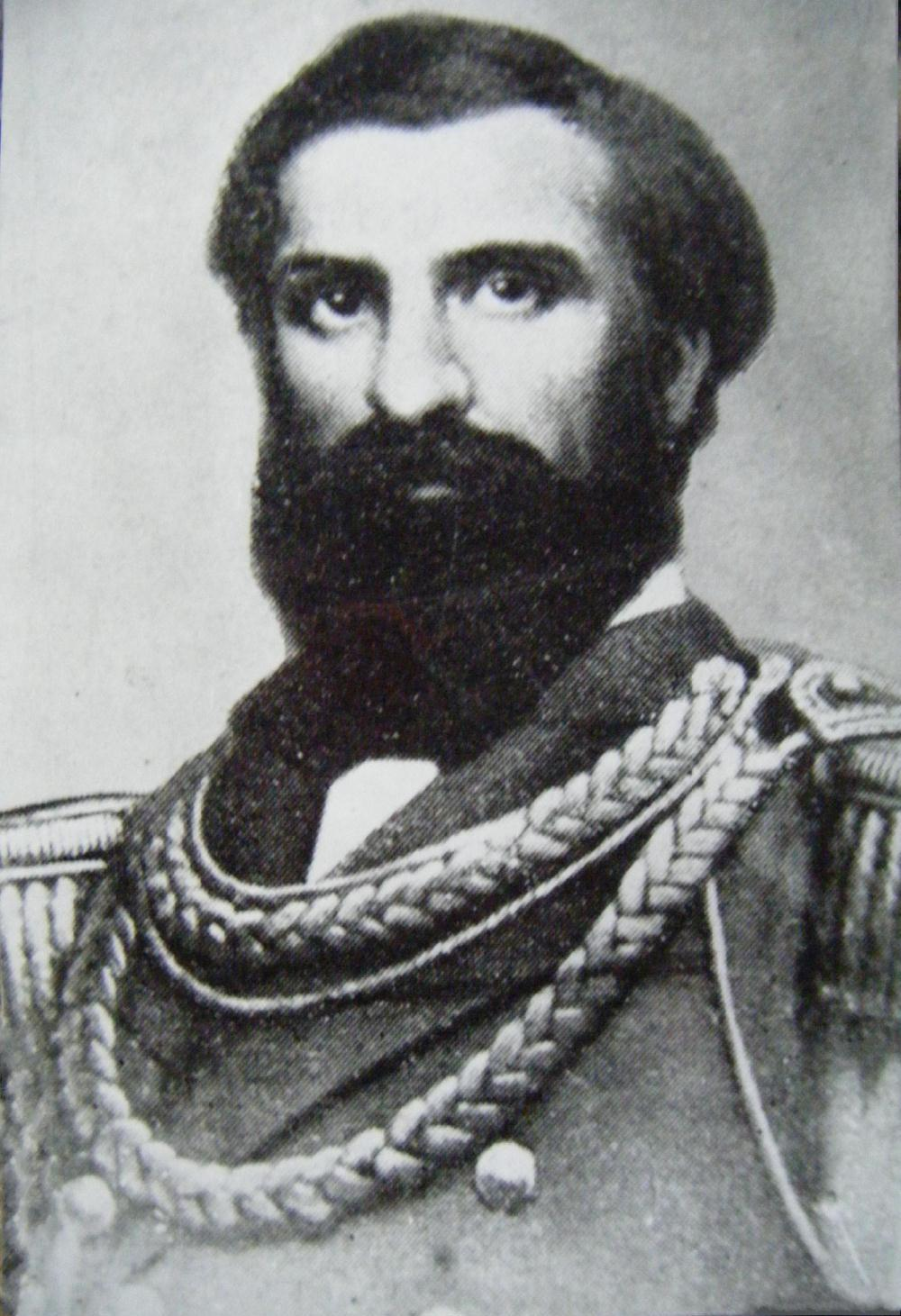
Silvino Olivieri

- Silvio Berlusconi, imprenditore e politico italiano
- Silvio D'Amico, critico teatrale e teorico teatrale italiano
- Silvio Gigli, giornalista, conduttore radiofonico, regista, scrittore e paroliere italiano
- Silvio Muccino, attore, regista e sceneggiatore italiano
- Silvio Orlando, attore italiano
- Silvio Pellico, scrittore, poeta e patriota italiano
- Silvio Piola, calciatore e allenatore di calcio italiano
- Silvio Spaventa, politico e patriota italiano
- Silvio Valenti Gonzaga, cardinale e arcivescovo cattolico italiano

### Variante Silvino
- Silvino Bercellino, calciatore e allenatore di calcio italiano
- Silvino Chiappara, calciatore italiano
- Silvino Fusati, cestista italiano
- Silvino Gonzato, giornalista e scrittore italiano
- Silvino Louro, calciatore portoghese
- Silvino Olivieri, militare e patriota italiano

### Altre varianti
- Sylvio Hoffmann, calciatore brasiliano
- Silviu Lung, calciatore e allenatore di calcio rumeno
- Silvius Magnago, politico italiano
- Sylvio Pirillo, calciatore e allenatore di calcio brasiliano

## Il nome nelle arti
- Silvio è uno dei 5 protagonisti nel romanzo Fine di Fernanda Torres.
- Il ragionier Silvio Filini è un personaggio del film del 1976 Il secondo tragico Fantozzi.
- Silvio Dante è uno dei personaggi principali della serie televisiva I Soprano.